# Phylidorea yamamotoi
Phylidorea yamamotoi är en tvåvingeart som först beskrevs av Alexander 1936.  Phylidorea yamamotoi ingår i släktet Phylidorea och familjen småharkrankar. Inga underarter finns listade i Catalogue of Life.